# Pietà (teologia)
La pietà (dal latino pietas, in greco classico εὐσέβεια) è un concetto teologico che descrive l'affetto, il rispetto e l'obbedienza che il credente ha per Dio e per le cose sacre. Secondo la teologia cristiana questi sentimenti non sono dovuti alla paura del credente per la potenza della divinità, ma ad un'esigenza interiore di gratitudine per l'amore che il fedele sente di ricevere dal suo Dio.

El Greco, Annunciazione, Museo del Prado.

## Nel cristianesimo
1 Tm 3,16 parla del grande "mistero della pietà".
Nella teologia cristiana, la pietà è uno dei sette doni dello Spirito Santo, cioè una di quelle disposizioni abituali che qualificano il rapporto del credente con Dio, rendendolo capace di desiderare quello che Dio desidera, e raggiungere quella confidenza che gli permette di rivolgersi alla divinità chiamandola "padre".
Sebbene la pietà nel senso cristiano sia principalmente un attributo del rapporto del credente con Dio, essa lo dispone anche ad un atteggiamento di delicatezza e di rispetto verso il prossimo come un riflesso del sentirsi figli dello stesso padre.
Esempi di questo atteggiamento sono presenti sia nell'Antico Testamento che nel Nuovo.
- Esempi di personaggi biblici dell'Antico testamento che incarnano l'ideale della pietà sono Giobbe e Tobia. Entrambi erano persone giuste, improvvisamente colpite da sofferenze e malattie. Nel lungo periodo di difficoltà perdono l'appoggio e la comprensione degli amici e dei familiari, ma nonostante ciò preservano la loro fede in Dio, convinti della bontà del disegno divino.
- Nel Nuovo Testamento l'uomo Gesù viene presentato come esempio di come il fedele deve rapportarsi a Dio. Gesù chiama Dio Abbà, parola aramaica tratta dal linguaggio dell'infanzia, equivalente all'italiano "paparino", "babbino". Gesù insegna ai suoi discepoli a rivolgersi con questo termine a Dio[5]. Il senso della pietà cristiana quindi non è un rispetto come lo si deve ad un potente da cui si teme una punizione, ma un rispetto come quello che si ha per una persona da cui sappiamo di essere amati.
- Il Magnificat è considerato un esempio di preghiera che bene esprime la pietà nel senso cristiano.

## Movimenti religiosi
Al significato del termine si ispirò il movimento denominato pietismo, una forma di religiosità protestante sorta in polemica con il luteranesimo istituzionale. Si sviluppò nella seconda metà dell XVII secolo e terminò nella prima metà del secolo successivo.